# Rudolf Raff
Rudolf Albert Raff (10 novembre 1941 - 5 janvier 2019) est un biologiste américain et professeur "James H. Rudy" de biologie à l'Université de l'Indiana. Il est connu pour la recherche et la promotion de la Biologie évolutive du développement. Il est également directeur de l'Indiana Molecular Biology Institute,.

## Biographie
Raff est né à Shawnigan, au Québec en 1941 dans une famille d'immigrants juifs d'Europe de l'Est. Il est diplômé de l'Université d'État de Pennsylvanie avec un BS en 1963 et de l'Université Duke avec un doctorat en 1967. Il est décédé en 2019 à l'hôpital Bloomington, Indiana, à l'âge de 77 ans.
Raff est boursier Guggenheim en 1987. Il remporte le prix Sewall Wright 2004 et remporte la médaille AO Kovalevsky en 2001,. Il est membre de l'Association américaine pour l'avancement des sciences.